# Rajd Szwecji 2007
Rezultaty Rajdu Szwecji (56th Uddeholm Swedish Rally), eliminacji Rajdowych Mistrzostw Świata, w 2007 roku, który odbył się w dniach 8–11 lutego.

## Klasyfikacja ostateczna
| Msc.     | Kierowca          | Pilot             | Samochód                 | Czas      | Strata   | Grupa | Punkty |
| WRC      | WRC               | WRC               | WRC                      | WRC       | WRC      | WRC   | WRC    |
| -------- | ----------------- | ----------------- | ------------------------ | --------- | -------- | ----- | ------ |
| 1.       | Marcus Grönholm   | Timo Rautiainen   | Ford Focus RS WRC 06     | 3:08:40.7 | 0.0      | A8 M  | 10     |
| 2.       | Sébastien Loeb    | Daniel Elena      | Citroën C4 WRC           | 3:09:34.5 | 53.8     | A8 M  | 8      |
| 3.       | Mikko Hirvonen    | Jarmo Lehtinen    | Ford Focus RS WRC 06     | 3:10:22.2 | 1:41.5   | A8 M  | 6      |
| 4.       | Henning Solberg   | Cato Menkerud     | Ford Focus RS WRC 06     | 3:10:50.5 | 2:09.8   | A8 M  | 5      |
| 5.       | Daniel Carlsson   | Denis Giraudet    | Citroën Xsara WRC        | 3:14:55.2 | 3:37.8   | A8 M  | 4      |
| 6.       | Toni Gardemeister | Jakke Honkanen    | Mitsubishi Lancer WR05   | 3:12:34.9 | 3:54.2   | A8    | 3      |
| 7.       | Manfred Stohl     | Ilka Minor        | Citroën Xsara WRC        | 3:13:53.2 | 5:12.5   | A8 M  | 2      |
| 8.       | Chris Atkinson    | Glenn MacNeall    | Subaru Impreza WRC06     | 3:14:55.4 | 6:14.7   | A8 M  | 1      |
|          |                   |                   |                          |           |          |       |        |
| 12.      | Dani Sordo        | Marc Martí        | Citroën C4 WRC           | 3:19:29.9 | +10:49.2 | A8 M  | –      |
|          |                   |                   |                          |           |          |       |        |
| 21.      | Michał Sołowow    | Maciej Baran      | Mitsubishi Lancer Evo IX | 3:30:26.1 | 21:45.4  | N4    | –      |
| PCWRC    |                   |                   |                          |           |          |       |        |
| DK       | Juho Hänninen     | Mikko Markkula    | Mitsubishi Lancer Evo 9  | 3:23:01.8 | N4       | 0.0   | –      |
| 1. (16.) | Oscar Svedlund    | Björn Nilsson     | Subaru Impreza WRX STI   | 3:25:29.2 | 2:27.4   | N4    | 10     |
| 2. (17.) | Anton Alén        | Timo Alanne       | Subaru Impreza WRX STI   | 3:26:07.8 | 3:06.0   | N4    | 8      |
| 3. (18.) | Kristian Sohlberg | Risto Pietiläinen | Subaru Impreza WRX STI   | 3:27:11.9 | 4:10.1   | N4    | 6      |
| 4. (20.) | Armindo Araújo    | Miguel Ramalho    | Mitsubishi Lancer Evo 9  | 3:30:07.7 | 7:05.9   | N4    | 5      |
| 5. (22.) | Fumio Nutahara    | Daniel Barritt    | Mitsubishi Lancer Evo 9  | 3:30:34.9 | 7:33.1   | N4    | 4      |
| 6. (23.) | Toshi Arai        | Tony Sircombe     | Subaru Impreza WRX STI   | 3:33:29.7 | 10:27.9  | N4    | 3      |
| 7. (27.) | Nasir al-Atijja   | Chris Patterson   | Subaru Impreza WRX STI   | 3:45:19.0 | 22:17.2  | N4    | 2      |
| 8. (29.) | Fabio Frisiero    | Simone Scattolin  | Mitsubishi Lancer Evo 9  | 3:50:02.9 | 27:01.1  | N4    | 1      |

1. ↑  Litera M przy oznaczeniu grupy do której należy samochód oznacza, iż tylko ci kierowcy zdobywali punkty dla swoich zespołów liczonych w klasyfikacji producentów na koniec sezonu.
2. ↑  Juho Hänninen został zdyskwalifikowany po badaniu technicznym – powodem był niehomologowany zbiornik paliwa w jego Lancerze.
3. ↑  Zawodnicy korzystali z systemu SupeRally.

## Nie ukończyli
- Jimmy Joge – awaria skrzyni biegów (OS2);
- Xavier Pons – wypadł z trasy (OS5);
- Petter Solberg – wycofał się aby oszczędzać samochód (OS12);
- Aleksandr Dorosinski – awaria silnika (OS15);
- Matthew Wilson – awaria silnika (OS16/17);
- Jari-Matti Latvala – awaria skrzyni biegów (OS16/17);
- Mark Higgins – wypadł z trasy (OS18);
- Martin Prokop – problemy techniczne po przebiciu opony (OS19);

- Juan Pablo Raies – wykluczony (po rajdzie);
- Juho Hänninen – wykluczony (po rajdzie).

## Zwycięzcy odcinków specjalnych
| Etap              | Odcinek | G. rozp. | Nazwa                | Długość  | Zwycięzca       | Czas    | Pr. śr.     | Lider rajdu     |
| ----------------- | ------- | -------- | -------------------- | -------- | --------------- | ------- | ----------- | --------------- |
| 1 (8 lut – 9 lut) | OS1     | 08:03    | Karlstad Super Speci | 1,89 km  | T. Gardemeister | 1:31.9  | 74,04 km/h  | T. Gardemeister |
| 1 (8 lut – 9 lut) | OS2     | 08:43    | Likenas 1            | 21,78 km | P. Solberg      | 12:40.6 | 103,09 km/h | P. Solberg      |
| 1 (8 lut – 9 lut) | OS3     | 10:06    | Hara 1               | 11,31 km | G. Galli        | 6:22.6  | 106,42 km/h | P. Solberg      |
| 1 (8 lut – 9 lut) | OS4     | 10:44    | Torntorp 1           | 19,20 km | S. Loeb         | 9:56.8  | 115,82 km/h | P. Solberg      |
| 1 (8 lut – 9 lut) | OS5     | 13:27    | Likenas 2            | 21,78 km | M. Grönholm     | 12:21.5 | 105,74 km/h | M. Grönholm     |
| 1 (8 lut – 9 lut) | OS6     | 14:49    | Hara 2               | 11,31 km | M. Grönholm     | 6:10.1  | 110,01 km/h | M. Grönholm     |
| 1 (8 lut – 9 lut) | OS7     | 15:28    | Vargasen 1           | 24,62 km | S. Loeb         | 13:57.7 | 105,8 km/h  | M. Grönholm     |
| 1 (8 lut – 9 lut) | OS8     | 16:46    | Hagfors Sprint 1     | 1,87 km  | M. Grönholm     | 2:00.0  | 56,1 km/h   | M. Grönholm     |
| 2 (10 lut)        | OS9     | 08:03    | Lesjofors            | 10,48 km | S. Loeb         | 5:45.1  | 109,32 km/h | M. Grönholm     |
| 2 (10 lut)        | OS10    | 08:43    | Liljendal            | 34,54 km | M. Grönholm     | 17:50.3 | 116,18 km/h | M. Grönholm     |
| 2 (10 lut)        | OS11    | 11:13    | Torntorp 2           | 19,20 km | M. Grönholm     | 9:35.0  | 120,21 km/h | M. Grönholm     |
| 2 (10 lut)        | OS12    | 11:45    | Vargasen 2           | 24,62 km | M. Grönholm     | 13:17.9 | 111,08 km/h | M. Grönholm     |
| 2 (10 lut)        | OS13    | 14:28    | Fredriksberg         | 24,75 km | M. Grönholm     | 13:54.4 | 106,78 km/h | M. Grönholm     |
| 2 (10 lut)        | OS14    | 15:33    | Lejen                | 26,46 km | M. Grönholm     | 14:41.8 | 108,02 km/h | M. Grönholm     |
| 2 (10 lut)        | OS15    | 16:51    | Hagfors Sprint 2     | 1,87 km  | M. Østberg      | 1:59.3  | 56,43 km/h  | M. Grönholm     |
| 3 (11 lut)        | OS16    | 08:18    | Backa 1              | 30,95 km | C. Atkinson     | 16:31.6 | 112,36 km/h | M. Grönholm     |
| 3 (11 lut)        | OS17    | 09:15    | Malta 1              | 11,25 km | H. Solberg      | 5:42.2  | 118,35 km/h | M. Grönholm     |
| 3 (11 lut)        | OS18    | 10:54    | Backa 2              | 30,95 km | M. Grönholm     | 16:30.0 | 112,55 km/h | M. Grönholm     |
| 3 (11 lut)        | OS19    | 11:57    | Malta 2              | 11,25 km | M. Grönholm     | 5:44.1  | 117,7 km/h  | M. Grönholm     |
| 3 (11 lut)        | OS20    | 14:00    | Karlstad Super Speci | 1,89 km  | M. Grönholm     | 1:40.7  | 67,57 km/h  | M. Grönholm     |

## Klasyfikacja po 2 rundach
Tabele przedstawiają tylko pięć pierwszych miejsc.

### Kierowcy
| Lp. | Kierowca        | Pkt |
| --- | --------------- | --- |
| 1   | Sébastien Loeb  | 18  |
| 2   | Marcus Grönholm | 16  |
| 3   | Mikko Hirvonen  | 10  |
| 4   | Daniel Sordo    | 8   |
| 5   | Chris Atkinson  | 6   |

### Producenci
| Lp. | Producent                  | Pkt |
| --- | -------------------------- | --- |
| 1   | Citroën Total WRT          | 27  |
| 2   | BP Ford World Rally Team   | 26  |
| 3   | Subaru World Rally Team    | 10  |
| 4   | OMV Kronos Citroën WRT     | 9   |
| 5   | Stobart VK Ford Rally Team | 6   |